# グレーヴェンマハ
グレーヴェンマハ (仏・独: Grevenmacher、ル: Gréiwemaacher) は、ルクセンブルク大公国グレーヴェンマハ広域行政区グレーヴェンマハ郡のコミューンである。
ルクセンブルクに12ある市の1つで、広域行政区および郡の首府である。
モーゼル川左岸に位置する。対岸はドイツのラインラント＝プファルツ州で、国境の町である。首都ルクセンブルク市からは、国道1号線を南東に28キロメートルである。
周辺はブドウとワインの産地で、グレーヴェンマハは農産物取引の中心地である。

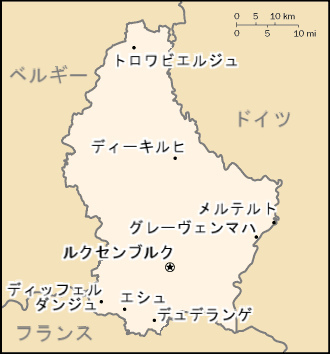
ルクセンブルクの地図